# Cmentarz żydowski w Gogolinie
Cmentarz żydowski w Gogolinie – powstał w 1857 i znajduje się przy ul. Wyzwolenia. Ostatni pochówek miał miejsce 13 maja 1935 roku (chowano tam też Żydów zmarłych w pobliskich obozach pracy w latach 1940–1944). Do dziś zachowało się kilkadziesiąt nagrobków. W 2011 znajdowało się na kirkucie 36 macew, w większości z marmuru. Cmentarz otacza mur z około 1869 r. wykonany z miejscowego wapienia triasowego. Wpisany na listę zabytków.